# Château de Luins
Le château de Luins est un château située dans le canton de Vaud, en Suisse.

## Histoire
Cet édifice, est attesté en 1315, alors aux mains de la famille de Cossonay. Le domaine, inféodé en 1409 au sire de Mont-le-Vieux, est acquis en 1558 par Jean Steiger et passe par alliance en 1582 à la famille de Watteville. Puis on trouve ici Hans Rudolf Wurstemberger, allié à Anna Wyttenbach. Ce dernier procède en 1612 à d’importants travaux, marqués à l'intérieur, sur une porte, par ses armoiries. À sa mort, sans doute, en 1617, le château revient aux Watteville, qui le conservent durant deux siècles. Jean-Jacques de Watteville entreprend lui aussi de grands travaux en 1676 et fait construire deux ans plus tard la maison du vigneron.
Après la révolution vaudoise, le banquier Jacques de Pourtalès acquiert la demeure en 1809 ; celle-ci passe en 1856 à Elisa Carlixte de Pourtalès, épouse du marquis Charles Alexandre de Ganay, puis en 1909 au marchand de vin Hermann Trüssel,. Le château est inscrit en 1991 à l’inventaire cantonal du patrimoine, et figure comme bien culturel suisse d'importance nationale ; il est aujourd’hui propriété de la famille Baechtold, descendants de Friederich Trüssel, qui exploite encore le vignoble.

## Domaine viticole
Le domaine viticole du château de Luins s'étend sur 10 hectares. La production de domaine se compose à 95 % de chasselas, ainsi que d'un peu de pinot noir et de chardonnay.